# Brasópolis
Brasópolis là một đô thị thuộc bang Minas Gerais, Brasil. Đô thị này có diện tích 361,16 km², dân số năm 2007 là 14452 người, mật độ 45 người/km².